# Oxyporhamphus
Oxyporhamphus – rodzaj morskich ryb z rodziny Hemiramphidae.

## Występowanie
Atlantyk, Ocean Indyjski, Pacyfik, Morze Czerwone

## Klasyfikacja
Gatunki zaliczane do tego rodzaju:
- Oxyporhamphus micropterus
- Oxyporhamphus similis